# Преображенский собор Почаевской лавры
Спасо-Преображенский собор (Собор Преображения Господня, укр. Преображенський собор) — соборный храм Успенской Почаевской лавры.

## История
Необходимость строительства Преображенского собора настоятель Почаевской лавры митрополит Почаевский Владимир объяснил так: «Два больших собора Лавры, Троицкий и Успенский, требуют капитальной реставрации. Но если хотя бы один из них закрыть, то негде будет проводить воскресные и праздничные службы, чтобы поместить в храмах всех желающих. Поэтому усилиями прихожан за четыре года был построен новый храм». Идея назвать собор Преображенским, по словам митрополита Владимира, появилась «в знак благодарности Богу, что Он помог возродить и преобразить Почаевскую гору, а вместе с этим и духовную жизнь нашего народа». Проект храма был разработан по программе Всеукраинского открытого конкурса на лучшее архитектурно-пространственное решение строительства. Для возведения собора пришлось снести несколько помещений, которые были в аварийном состоянии. Освящение места под будущий собор совершил предстоятель Украинской православной церкви митрополит Владимир 10 сентября 2009 года, в день празднования 350-летия обретения мощей преподобного Иова Почаевского. В 2011 году были заложены капсулы со святыми мощами и святынями под строительство храма. 10 мая 2013 года состоялось открытие собора и отслужена первая торжественная служба, на которой был сонм архиереев во главе с предстоятелем Украинской православной церкви.

## Архитектура. Интерьер
Храм построен в русско-византийском стиле(основной объём) с элементами украинского барроко(купола храма). Интерьеры выполнены в эклектичном стиле, сочетающем барокко(главный иконостас), и русские и украинские мотивы(в росписях стен).
Собор стал самым большим на территории Лавры: высота храма 70 метров, а величина храма составляет 50х50 квадратных метров, его вместительность составляет 4,5 тысячи прихожан. Стены собора украшают мозаичные фрески.Кроме главного престола в честь Преображения Господня, в соборе есть приделы во имя святителя Марка Эфесского и преподобного Марка Афинского.

## Галерея

Вид на собор со стороны входных ворот
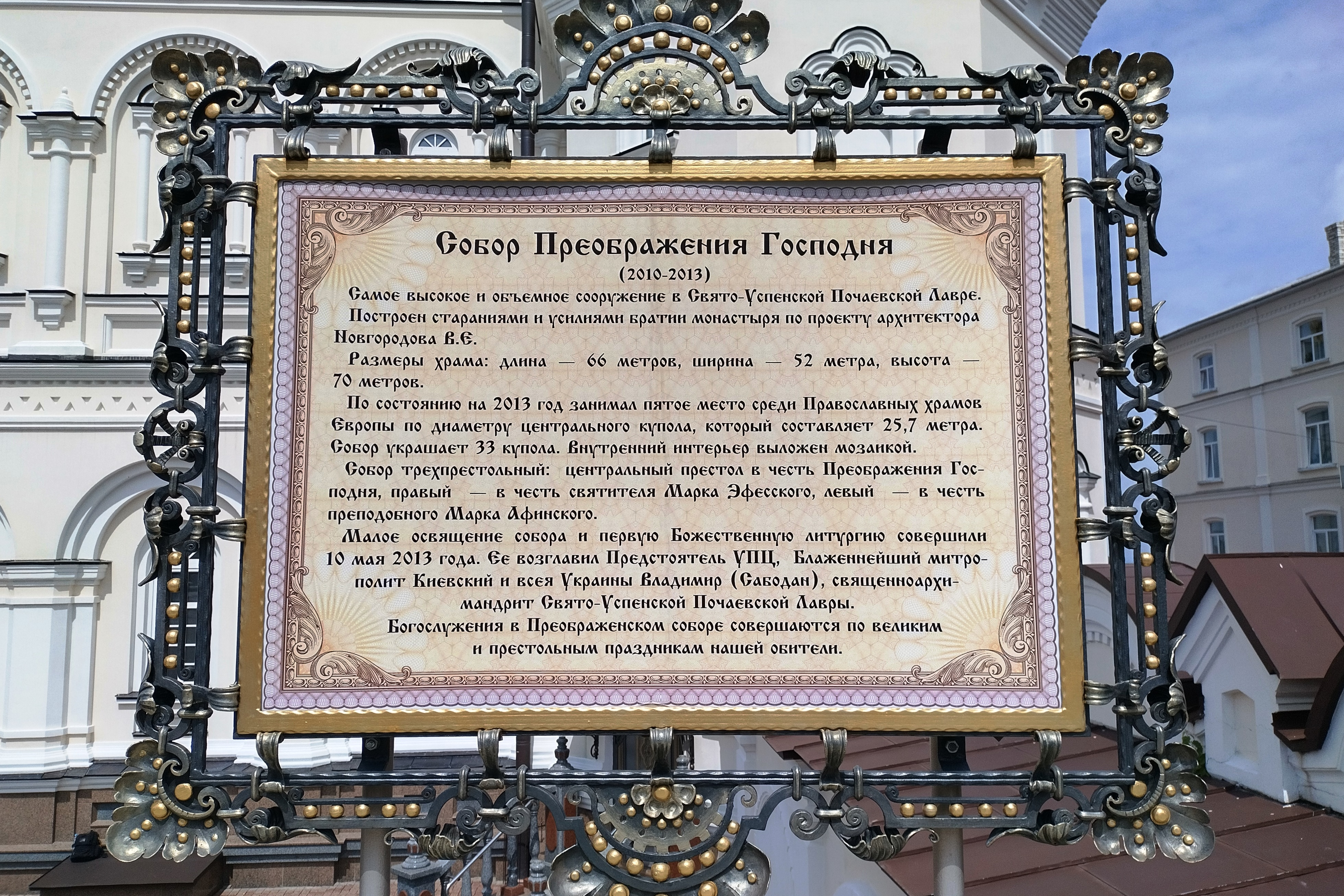
Информационный щит